# Телелюй (река)
Телелю́й — река в Грязинском районе Липецкой области. Левый приток реки Байгоры. Длина реки составляет 21 км.
Исток Телелюя находится восточнее посёлка Дрязги. В Байгору впадает в деревне Красные Выселки (напротив села Синявка).
Имя речки финно-угорского происхождения. Его окончание — фонетически изменённый мордовский элемент лей, ляй, что означает ручей или небольшая речка (см. Малей).
По Телелюю даны названия двух селений — Телелюй и Верхний Телелюй. Недалеко от последнего находится исток реки.

## Данные водного реестра
По данным государственного водного реестра России относится к Донскому бассейновому округу, водохозяйственный участок реки — Матыра, речной подбассейн реки — бассейны притоков Дона до впадения Хопра. Речной бассейн реки — Дон (российская часть бассейна).